# 平松乡
平松乡，是中华人民共和国山西省晋中市和顺县下辖的一个乡镇级行政单位。

## 行政区划
平松乡下辖以下地区：
平松村、小南汇村、白泉村、玉女村、前祁村、后祁村、三泉村、新村、河梁沟村、合山村、十八闯村、西河峪村、寺庄头村、石南坪村、新安庄村、沙佛陀村、瓦房村、小庙村、石盆岩村、先生堂村、西河会村、东河会村、坪地川村、庄窝掌村、大夫岩村和松家岭村。